# 香港2010年8月

## 8月1日

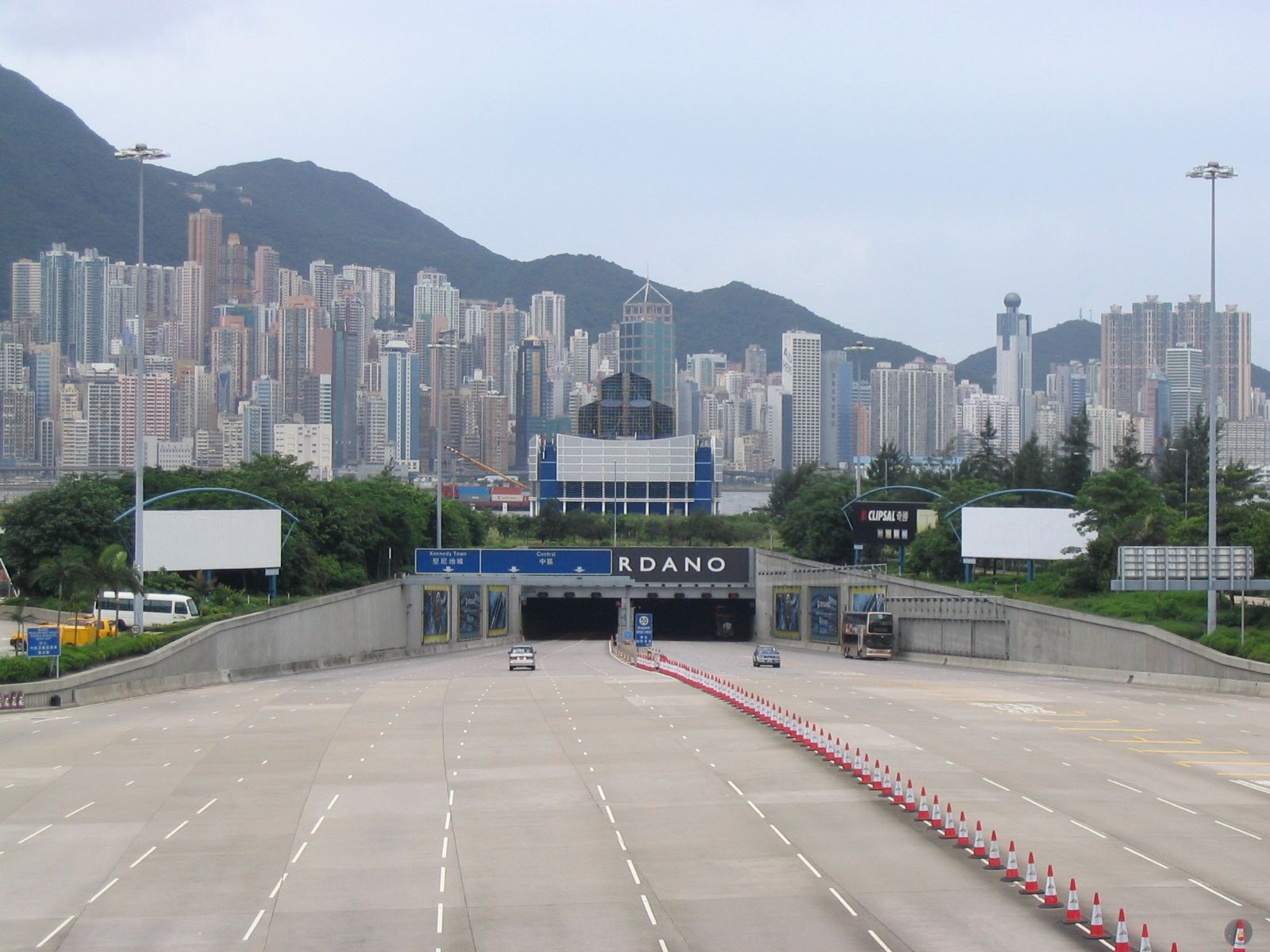
西區海底隧道九龍入口

- 西區海底隧道今天加價，大部份車輛均加價5元，私家車的新收費為50元，有部份小巴公司研究加價，也有政黨抗議。[1]

## 8月4日
- 「末代會考」今日放榜，適逢高中教育改革，本年會考生除可升讀中六外，亦可以重讀新高中的中五，兩年後參加香港中學文憑報考大學。[2]

## 8月8日
- 黃大仙竹園南邨發生女子弒母後跳樓倫常命案。一名疑患有精神病女子，因瑣事與年邁母親激烈爭吵後，失常持刀襲擊母親，母親頭顱被斬至幾近甩脫身亡，女子弒母後在寓所騎樓自焚，消防接報趕至時，上身赤裸的她突然攀窗跳下，當場斃命。[3]
- 汀九橋發生致命交通意外，一名父親駕車接載妻兒四口外出，疑途中倦極打盹，私家車失控衝入路邊地盤直撼大石墩，9個月大兒子疑從母親懷中拋飛撞向車廂重創，送院搶救後不治，而父母及4歲胞姊則無恙。[4]

## 8月9日
- 九巴、城巴、新巴和龍運巴士四個職工盟屬會聯合發起工業行動，爭取加薪百分之二點二。其中，約四成新巴車長今日會發起罷駛抗議，而四成城巴車長亦會按章工作響應新巴，料南區交通會大受影響。另外，約兩成九巴和龍運巴士車長，今日亦發起「上落客後遲十秒才開車」行動，使平均一小時的車程會延長十多分鐘。[5]

## 8月10日
綠海龜的頭部小而圓鈍；背甲則呈橢圓形；顏色從棕色的扇形大花斑，到接近墨綠黑等顏色，不過它們的軟骨和脂肪都呈現綠色，因而得名。 成年龜身長80至150厘米，體重可達130公斤。 小綠海龜的性別會由溫度而定，如果母龜挖的坑洞溫度較高，就會孵出雌性小龜；如果溫度較低，就會孵化雄性小龜。

## 8月14日
- 荃灣福來邨發生男童墮樓事件，一名五歲新移民男童哭鬧，怕熱不肯隨母親帶胞姊往辦理入學手續，寧獨留家中看電視。其間他聽到樓下鑽牆聲受驚，攀爬未鎖上窗花鋁窗望街尋母，結果失重心由三樓跌落街，撞毀一個晾衫架卸去部分下墜力得以保命，但仍重傷命危，其母涉獨留兒童在家被捕。[6]
- 香港女棒球隊出征南美委內瑞拉世界盃女子棒球賽遇到槍擊事件，港隊女將卓莞爾上周五在比賽其間，左小腿外側離奇地中流彈受傷，疑是附近貧民窟槍戰殃及池魚。卓送院做手術取出子彈後情況穩定，世界盃同日賽事即時腰斬，委內瑞拉總統查韋斯致電港隊致歉，但香港隊決定退出賽事，全隊人員將盡快回港。[7]

## 8月16日
- 沙田紅梅谷發生三級火。[8]
- 元朗阜財街一幢正進行外牆水管工程的大廈發生奪命工業意外，一條10呎長的銅喉從高處墜下，擊中在高空棚架上工作的水喉匠，他當場頭破血流昏迷，由消防救下送院後證實不治。[9]
- 一名76歲老翁帶著食物到沙田一間護老院探望九旬母親，當走到護老院門前不到10米位置時，被旁邊死胡同倒車而出的四驅車撞倒，背部被車輪輾壓重傷，當場昏迷，家人得悉老翁生存機會渺茫，忍痛通知年老母親趕到醫院見愛兒最後一面，而老翁延至晚上不治。[10]

## 8月17日
- 粉嶺發生專線小巴撞斃交通警員車禍，一名34歲梁姓交通警員處理一宗車禍後，冒雨與同袍分別駕駛電單車沿粉嶺樓路返回警署，途中在T字路口遭專線小巴攔腰猛撞，梁連人帶車飛彈逾10米外，當場重傷昏迷，送院搶救不治。[11]

## 8月18日
- 尖沙咀發生集體毆鬥事件，兩批青年在酒吧內飲酒消遣，期間發生爭執互相推撞，眾人其後離開酒吧到街上開始互毆，沿諾士佛臺一條斜路追打至金巴利道，期間更有人取出利刀向對方施襲，最終導致一死三傷，另有6人被捕。[12][13]
- 跑馬地發生奪命工業意外，一名印度籍油漆工人在晉源街一幢正進行翻新工程的大廈工作時，疑從高處墮下跌落橫巷簷篷上，重傷昏迷，由消防員救下送院後證實死亡。[14]
- 紅磡發生奪命車禍，一輛載有內地遊客的24座旅遊巴沿榮光街行駛時，疑撞到一名過路八旬婦，復將她捲進車底，惟全車無人發現，旅遊巴繼續前行，有途人赫見重創老婦倒卧路中，即衝前截停旅遊巴，司機始驚覺發生意外。老婦送院後不治，旅遊巴司機被捕。[15]

## 8月19日
- 港龍航空職工長期人手不足，工作過勞，爆發工潮，工會聲言會發起工業行動。[16]

## 8月20日
- 港龍航空工潮在勞工處介入斡旋下，雙方仍未達成共識。[17]
- 世界女排大獎賽香港站下午在紅磡香港體育館展開。[18]

## 8月21日
- 港龍航空清晨發表聲明，表示工會與資方已達成共識，工會會取消所有工業行動，管理層亦表示理解員工工作壓力，已即時增聘人手。[19]
- 年邁兼身體殘障女小販在秀茂坪街頭擺賣，被小販管理隊拘捕。一名七旬老翁路見不平，挺身而出維護該女小販，並與管理隊隊員發生爭執和推撞，其間一名隊員跌倒受傷，老翁被控以襲擊及妨礙公職人員執法兩罪。在拘留十多小時後他最後被撤銷控罪，但須守行為九個月。他對此事忿忿不平，又說日後若再遇到類似事件，不會再挺身而出。[20]
- 行政長官曾蔭權上午出席一個電台節目與年青人交談，他稱任何一個政策都不可能獲全體市民同意，一個方案獲六、七成支持率已算不錯，又說社會上出現不同聲音是好事，政府會持包容態度應對。[21]曾蔭權又勉勵年輕人，一定要勇於克服過錯，遇到逆境時要與家人及朋友傾訴，不要將困難放在自己心中。他指，年輕人一定有反叛和熱情，但亦要有社會責任，不可只是衝擊。他認為肯付出、有膽色去做一般人不會做，同時又對社會有貢獻的事，這類人便是傑出人士。[22]

## 8月22日

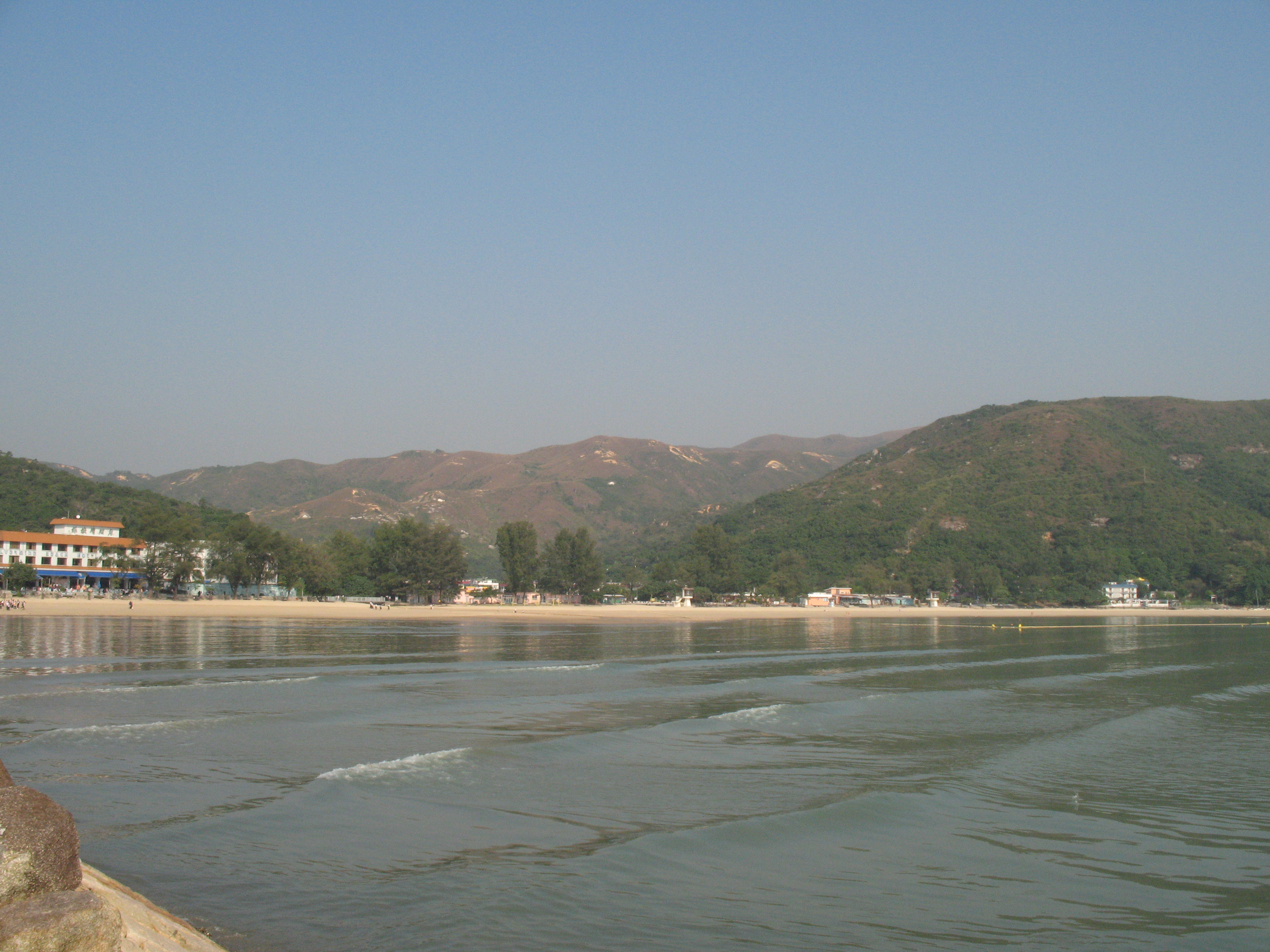
不活躍維基人上傳的圖片被侵權，圖為其中一位不活躍維基人的作品。

- 萬里機構出版之《會說話的香港地圖》(ISBN 978-962-14-4348-9)侵權維基圖片事宜，開始有收到通知的不活躍維基人參與討論。

## 8月23日
- 一個從香港出發前赴菲律賓馬尼拉的旅行團被槍手挾持，造成多人死傷。[23]
  - 槍手在早上開始，手持M16自動步槍挾持旅遊巴士，早前因涉敲詐被革職，其間先後釋放9名人質，並在車上挾持16人。槍手在日間曾寫上字條貼在車窗上，並要求維持食物及冷氣供應，有6人在日間獲釋放。
  - 旅遊車司機在晚上從車上逃出，報稱所有人質被殺，當地警方隨即包圍旅遊車，旅遊車上首次傳出多次槍聲，警員曾試圖衝入旅遊車救人，但被槍手還擊並隨即後退。槍手最後俯伏在旅遊車車門。大批軍警及救援人員隨即衝往旅遊車救人。
  - 女團友梁太當晚獲救後批評當地警方營救人質的手法及時間，團友被挾持十多小時，警方卻遲遲未有行動，以致慘劇告終。其丈夫為救她而被槍手殺死，而當時她的三名14至21歲子女仍然未能尋回。
  - 香港特區政府因應此事，各機關於翌日下半旗致哀，各主要官員取消不必要活動。保安局已對菲律賓發出黑色旅遊警示，要求在當地的香港旅行團盡快返港，及取消到當地的旅行團，並於午夜會派包機接載家屬到菲律賓。
  - 行政長官曾蔭權形容兇徒冷血並感十分憤怒，對死傷者家屬致以深切慰問，並承諾會全力提供協助。他又指自下午4時起嘗試聯絡菲律賓總統，但一直未能聯絡上，政務司長及保安局長已召見菲律賓駐港總領事，要求就善後作最大努力和配合。
  - 香港旅遊業議會總幹事董耀中表示，因應特區政府發出黑色旅遊警示，由8月24日至9月8日期間，9個從香港出發前往馬尼拉的旅行團將會全部取消。受影響團友可保留團費，如要取回團費則需支付手續費。
  - 中國外交部長楊潔篪致電菲律賓外長要求徹查事件，而中聯辦和外交部駐港特派員公署表示對此事高度關注，與特區政府和中國駐菲大使館一直保持聯繫，並密切配合以協助處理善後事宜。

## 8月24日
- 特區政府安排包機接載出事旅行團的14名親屬到馬尼拉善後，約於清晨4時許到步。家屬情緒大致平靜但表現哀傷，多個政府部門共32人同行。特區政府會盡快運送遺體傷者返回香港。
- 挾持人質事件中的死者家屬及同團生還的團友，返回事發現場為死者舉行路祭。有家屬情緒激動，跪地哭泣。出事現場仍未解封，當局派人上旅遊巴搜證。
- 行政長官曾蔭權形容此事對香港是沉重打擊，會追究到底。他說已向菲律賓外交部要求一個詳細調查及報告，又說曾致電菲律賓總統但無回覆。對方發言人指總統昨天忙於與不同官員會面及跟進此事，將致電曾蔭權回覆。
- 中國駐菲律賓大使劉建超與菲律賓總統貝尼尼奧阿基諾，就港人被挾持事舉行會談。劉建超會後表示，菲政府承諾會盡快完成調查報告，副總統及外長會親赴北京及香港匯報調查結果。
- 保安局副局長黎棟國在馬尼拉表示，希望明晚能將大部分遺體移送回香港，菲律賓政府承諾盡快完成有關程序，而原訂今晚由菲律賓返港的包機，將押後至明晚，以便運送遺體回港。
- 多個政黨到菲律賓駐港總領使館，抗議菲律賓當局營救不力致慘劇發生。他們要求菲政府對死傷者及家屬提供最大協助，並要求就事件作全面調查。立法會保安事務委員會將於星期四下午四時半舉行特別會議，討論及跟進此事。
- 菲律賓總統貝尼尼奧阿基諾深夜到康泰旅行團被挾持事件現場了解情況。他指槍手曾經釋放部分人質，當局最初相信槍手會投降，但情況其後惡化。而當地警方表示，在挾持事件的最後時刻，槍手以人質做「人肉盾牌」，狙擊手最終將槍手擊斃。

## 8月25日
- 8名死者的靈柩晚上由包機運抵本港， 政務司長唐英年、中聯辦副主任李剛、及多名特區官員登上飛機慰問；停機坪舉行告別儀式，唐英年及家屬在風笛聲中，將花圈逐一放在靈柩上。儀式歷時個多小時，靈柩隨即運往葵涌公眾殮房。
- 政務司長唐英年在儀式後表示，會要求菲律賓當局徹底、深入和公正調查事件，冀傷者及家屬盡早回復正常生活。保安局長李少光冀菲律賓的調查能做到公平公正，又指香港警方會根據法醫官驗屍結果和死因庭指引，有可能展開獨立調查。
- 行政長官曾蔭權會與司局長在翌日早上八時到灣仔金紫荊廣場出席升旗及下半旗儀式，並默哀三分鐘。除緊急及出入境服務外，其他政府服務將暫停。政府呼籲市民一同參與，默哀悼念死難者。
- 社署派臨床心理學家到康泰旅行社總行，為分行及部門級主管提供心理輔導，旅行社稍後會多安排數場類似的活動給前線員工。社署指，對有父母或家庭經濟支柱罹難的年幼子女來說，當局日後需作出更多支援及跟進。
- 有香港的菲律賓外傭團體聲稱在馬尼拉挾持人質事件發生後，至少有一名外傭因此被解僱，團體擔心會有更多個案。但家庭傭工僱主協會主席羅軍典認為是過份憂慮。

## 8月26日
- 政府在灣仔金紫荊廣場，舉行升旗及下半旗儀式，為馬尼拉死難者默哀3分鐘。特首、一眾司局級官員、中央駐港機構代表出席。 約500名市民參與儀式，有市民在默哀期間，傷感落淚。
- 行政長官曾蔭權到將軍澳探望馬尼拉挾持人質事件中痛失雙親的汪綽瑤姊弟。他在出席一個公開活動時指責，兇徒為一己之私，粉碎多個家庭，突顯人性醜陋一面，寄語青少年要建立正確價值觀。
- 在馬尼拉挾持人質事件中頭部重傷的18歲青年梁頌學，乘坐的醫療專機啟程返港。梁頌學的母親及醫管局派往當地的屯門醫院腦神經外科主管方道生，陪同梁頌學一同返回港，香港派出的醫療隊將會全程監察梁頌學的情況。
- 立法會保安事務委員會召開特別會議討論馬尼拉挾持人質事件，保安局長李少光表示，死因裁判官已下令為事件中的死難者解剖，再按結果決定是否召開死因研訊。多名議員則批評菲律賓當局處理事件手法，要求特區政府追究到底。
- 在此事中受傷的陳國柱及易小玲，現時仍在沙田威爾斯醫院留醫，醫生指陳國柱雙手被槍傷，但傷口的筋肌位置有腫脹，暫未能縫合。易小玲雙手有手指須截肢，氣管有切口暫無法說話，但現時毋須靠呼吸機協助呼吸。
- 為配合西港島綫的發展，港鐵上環站將於本周六起進行改建工程，以便重新規劃及改動出入閘機的位置。

## 8月27日
- 在菲律賓人質事件中被殺的槍手門多薩棺木被蓋上菲律賓國旗，中國對此表示強烈抗議，並譴責這名兇手的殘酷行為，稱只有英雄和品格高尚人士才有資格在死後蓋上國旗，又稱此舉是玷污了菲律賓國旗。菲律賓當局則解釋說這是門多薩家人的決定，在當局提醒後國旗已被撤下。
- 梁頌學在屯門醫院接受手術後顱內壓降至可接受水平。
- 晚上，數百名市民應網上號召到中環遮打花園舉行燭光晚會，悼念事件中的死難者，發起活動的代表要求菲律賓政府道歉、向死傷者賠償和徹查真相。

## 8月29日
- 近8萬人下午在維多利亞公園集合，參加悼念823慘劇大遊行。